# 埃爾瓜沃縣
埃爾瓜沃縣（西班牙語：Cantón El Guabo），是厄瓜多爾的縣份，位於該國南部，由埃爾奧羅省負責管轄，始建於1978年9月7日，面積603平方公里，2001年人口41,078，人口密度每平方公里68.12人。